# 伊維菌素
伊維菌素（INN：ivermectin）常見動物用藥商品名 Ivomec（愛獲滅），人類用藥商品名 Stromectol，是阿維菌素的衍生物，屬於阿維菌素家族藥物，能有效抗多種寄生蟲，其適用於治療頭蝨、疥蟎引起的疥瘡，蟠尾絲蟲症（河盲症），線蟲感染，班氏絲蟲感染導致的象皮病等。
伊維菌素的給藥途徑有塗抹於皮膚（外用藥物）或是口服，但應避免接觸眼睛。
常見的副作用包含眼睛紅癢，皮膚乾燥與灼燒感。目前尚不清楚在孕期中使用對於胎兒是否安全，但在哺乳期使用對於嬰兒似無安全顧慮。其作用機制是使增加無脊椎動物的細胞膜可透性，導致它們死亡。
伊維菌素發現於1975年，並在1981年作獸醫學用途，用於治療及預防犬心絲蟲和蟎病） ，並於1987年被核准用於人類醫療用途。
此藥物已列入世界衛生組織基本藥物標準清單之中。美國食品藥品監督管理局（FDA）批准其作為一種抗寄生蟲藥。此藥物於2022年在美國最常開立的藥物中（口服劑為處方藥，局部外用劑為非處方藥）排名第314位，開立的處方箋數目超過20萬張。市場上有其通用名藥物販售。伊維菌素也有與阿苯達唑組合而成的複方藥。
關於伊維菌素有益於治療和預防COVID-19的錯誤資訊已被廣泛散播。這些說法並無可靠的科學證據支持 。包括FDA、美國疾病管制與預防中心（CDC）、歐洲藥品管理局和世界衛生組織（WHO）在內的多個主要健康組織已建議不應使用伊維菌素治療COVID-19。

## 历史
伊維菌素是种高效低毒的药物，由日本北里大学有機化學家大村智和默克藥廠治疗研究所的威廉·坎贝尔从阿维菌素提煉出来，并于1981年被引入獸醫學用途。2015年度的诺贝尔生理学或医学奖的一半联合授予坎贝尔和大村智，理由是"这种衍生物从根本上降低河盲症和淋巴丝虫病（"象皮病"）的发病率，以及有效对抗快速增加中的其他寄生虫疾病"。

## 醫療用途
伊維菌素用於治療由線蟲動物門以及多種寄生蟲所引起的人類疾病。

### 蠕蟲感染
對於河盲症（蟠尾絲蟲症）和淋巴絲蟲病，伊維菌素常透過大規模投藥計畫分發給受前述兩種病症影響的社區全體成員。由於成蟲能在皮膚存活並持續產生幼蟲，因此需在成蟲的10至15年生命週期中，每年至少施用一次伊維菌素以控制其數量（即長期用藥是控制河盲症和淋巴絲蟲病體內蟲體數量的關鍵策略。）。
WHO認為伊維菌素是治療糞小桿線蟲病的首選藥物。

### 蟎和昆蟲
伊維菌素也用於治療寄生性節肢動物的感染。疥瘡 - 由疥蟎引起的侵擾 - 最常使用外用百滅寧或是口服伊維菌素治療。
對於嚴重的"結痂型疥瘡"（其寄生蟲數量遠高於一般），CDC建議在一個月內最多使用7劑伊維菌素，並搭配外用抗寄生蟲藥。

## 獸醫學用途
伊維菌素对绵羊疥癣有高度治癒力。同時，它也能對抗恙蟲病、羊蝨蠅、嗜羊狂蠅的幼蟲及胃腸中大部分的線蟲和肺寄生蟲，且能控制綠頭蒼蠅的排泄物引起的蠅蛆病。使用在綿羊疥癬上時，最常用的剂型為長效型伊維菌素控制釋放膠囊。

## 不良反應
口服後的副作用雖然常見，但有發燒、搔癢和皮疹的可能，而外用於處理頭蝨時，則可能出現眼睛發紅、皮膚乾燥和皮膚灼熱感。目前尚不清楚個體在懷孕期間使用對於胎兒是否安全，但在母乳哺育期間使用，對於嬰兒可能無安全顧慮。
在標準劑量（約300微克/公斤）下使用伊維菌素被認為相對不產生毒性。根據伊維菌素的藥品安全數據表，此藥物副作用並不常見。然而對於血液中羅阿羅阿絲蟲幼蟲數量極高的個體而言，伊維菌素治療後發生嚴重不良事件的風險更高。那些每毫升血液中微絲蟲數量超過30,000條的個體，由於伊維菌素會導致微絲蟲快速死亡，用藥後會出現發炎和毛細血管阻塞的風險。
過量服用伊維菌素後可能引發神經毒性，在多數哺乳動物身上會呈現中樞神經系統抑制、共濟失調、昏迷和死亡，這或許是因為伊維菌素能增強抑制性氯離子通道的活性所致。

## 作用機制
伊維菌素及其相關藥物的作用方式是干擾蠕蟲和昆蟲的神經和肌肉功能。該藥物與無脊椎動物神經和肌肉細胞常見的麩胺酸閘控氯離子通道結合。這種結合會讓通道打開，增加氯離子流入並導致細胞膜過極化，進而麻痺並殺死無脊椎動物。正常治療劑量的伊維菌素對哺乳動物而言相對安全，因為致病性阿維菌素通常難以穿透血腦屏障，且與哺乳動物配體門控離子通道的親和力不高。

## 禁忌症
使用伊維菌素的唯一絕對禁忌症是對藥物活性成分或製劑中任何成分的過敏反應。對於5歲以下或體重低於15公斤（33磅）的兒童，關於伊維菌素的療效或安全性數據有限，而現有數據顯示不良反應很少。然而美國兒科學會警告不要在此類患者中使用伊維菌素，因為他們的血腦屏障發育尚未完全，使用後可能會增加特定中樞神經系統副作用的風險，例如腦病、共濟失調、昏迷或死亡。 美國家庭醫師學會也建議不要在此類患者中使用，因為缺乏足夠的數據證明藥物的安全性。伊維菌素在母乳中的分泌濃度非常低。目前尚不清楚伊維菌素在懷孕期間對於胎兒是否安全。

## 歷史
伊維菌素由日本北里大学有機化學家大村智和默克藥廠默克治疗研究所威廉·塞西尔·坎贝尔合作，从阿维菌素提煉而來。此發現被形容為"機遇與選擇"的結合。默克藥廠當時正在尋找一種廣譜驅蟲藥，而伊維菌素正是。坎貝爾並指出，他們"……同時也發現一種廣譜藥劑，可用於控制體外寄生性昆蟲和蟎蟲。"
繼伊維菌素於1980年代初期作為獸用抗寄生蟲藥獲得巨大成功後，另一位默克科學家穆罕默德·阿齊茲（Mohamed Aziz）與WHO合作，測試伊維菌素對治療人類盤尾絲蟲病的影響，結果為既安全又有效。而促使默克藥廠於1987年在法國將此藥物註冊為人類用藥（商品名稱Mectizan） 。一年後，默克執行長羅伊·瓦格洛斯同意捐贈所有根除河盲症所需的伊維菌素 。而到1998年，捐贈的範圍擴大到將用於治療淋巴絲蟲病的伊維菌素也包括在內 。
伊維菌素因其治療線蟲和節肢動物寄生蟲的功效而贏得"奇蹟藥物"的美譽。全球已有數億人安全地使用伊維菌素來治療河盲症和淋巴絲蟲病。

## 研究
伊维菌素在体外对包括SARS-CoV-2在内的若干正单链RNA病毒有抗病毒作用。后续研究发现本药在猴肾细胞对SARS-CoV-2的半抑制浓度为2.2–2.8μM。伊维菌素在人体内达到抗病毒作用所需剂量远高于人用最高批准剂量、亦超过可安全实现剂量。本药通过抑制输入蛋白α/β1的核运输达到抗病毒作用，在上述剂量下对宿主有毒。因此现在缺乏展开本药COVID-19的临床检验的理由。
多人因服用马用伊维菌素浓缩剂住院；过度用药亦已导致死亡病例，病人可能因本药与其他药物相互作用死亡。截至2021年6月。为解决原有小规模、低质量研究的不确定之处，美国和英国展开大规模临床研究。
众多学者对本药运用于COVID-19的研究有重大方法缺陷，证据水平因此很低。。众多组织因此公开表示本药对于治疗COVID-19有效的证据薄弱。2021年2月，本药的研发厂商默克藥廠发表声明，表示目前没有本药对COVID-19有效的适当证据、以此目的使用本药亦相当危险。美国国立卫生研究院COVID-19治疗指南表示本药证据极其有限，无法做出任何建议。。英国全国COVID-19治疗咨询委员会认定本药用于COVID-19治疗的证据和可行性不足以进行下一步调查。
FDA未批准本药在美国治疗任何病毒疾病、在欧洲亦未获准用于治疗COVID-19。
在审核本药相关证据后，欧洲药品管理局（EMA）表示目前数据不支持在良好设计的临床试验外使用本药。2021年3月，FDA及EMA皆发布指南表示不应使用本药治疗COVID-19WHO亦表示本药除临床试验外，不应用于治疗COVID-19。。巴西国家卫生监督局、巴西传染病学会、巴西胸腔学会发布声明反对使用本药预防或治疗早期COVID-19。

## 社會與文化

### 治療和預防COVID-19的錯誤資訊
關於伊維菌素有益於治療和預防COVID-19病毒的錯誤資訊已被各大國際健康組織公開駁斥。

### 經濟學
默克藥廠最初於1987年提出的伊維菌素療程價格為6美元，但對急需此藥的開發中國家患者而言難以負擔。該公司自1988年起在30多個國家捐贈價值數億美元療程。估計該公司於1995至2010年間的捐贈伊維菌素以治療河盲症防治計畫，已花費2.57億美元，而成功預防大量的患病殘疾案例，總計避免相當於7百萬年的健康生命損失，這對受影響的群體來說是難以估量的福祉。
伊維菌素被認為是一種廉價藥物。截至2019年，在美國銷售的伊維菌素錠劑（Stromectol）是針對兒童蝨子感染治療最便宜的選擇，約為9.30美元。而伊維菌素乳液Sklice的120毫升（約4美國液量盎司）價格約為300美元。
截至2019年，尚未研究使用伊維菌素治療疥瘡和蝨子感染的成本效益。

### 品牌名稱
在美國，此藥物以Heartgard、Sklice和Stromectol等品牌名稱銷售。Merial Animal Health（獸醫藥業） 在全球以Ivomec品牌名稱銷售。加拿大默克以Mectizan名稱銷售。尼泊爾Alive Pharmaceutical藥業以Iver-DT品牌名稱銷售。墨西哥Valeant Pharmaceuticals International藥業以Ivexterm品牌名稱銷售。在東南亞國家，由Delta Pharma Ltd.藥業以Scabo 6的品牌名稱銷售。用於玫瑰斑（酒糟鼻）治療的配方則以Soolantra的品牌名稱銷售。默克藥廠於此藥物在研發階段，給予的代號為MK-933。

## 附註
1. ↑  New Drug Application Identifier: 50-742/S-022

## 外部連結
- . MedlinePlus.